# Accento in rosa
Accento in rosa è un dipinto a olio su tela (100,5x80,5 cm) realizzato nel 1926 dal pittore Vasilij Vasil'evič Kandinskij.
È conservato nel Museo nazionale d'Arte moderna del Centre Pompidou di Parigi.